# Sergi Gómez
Sergi Gómez Solà (Arenys de Mar, Barcelona, 28 de marzo de 1992) es un futbolista español que juega como defensa en el F. C. Alverca de la Primeira Liga.

## Trayectoria
Ingresó a La Masía del Fútbol Club Barcelona en 2006, procedente del FPE Mataró. Pasó por el Cadete B, Cadete A, Juvenil B y Juvenil A, ganando la liga en todas las categorías.
Empezó la temporada 2009-10 en el equipo juvenil, pero en el tramo final del curso fue llamado por Luis Enrique para suplir al lesionado Andreu Fontàs en la defensa del F. C. Barcelona Atlètic. Su rendimiento convenció al técnico asturiano, que le dio la titularidad en la promoción, siendo una pieza básica en la consecución del ascenso a Segunda División A.
El verano de 2010 Pep Guardiola le convocó para realizar la pretemporada con el primer equipo azulgrana, debutando en un amistoso ante el Vålerenga IF, disputado en Oslo el 29 de julio de 2010. Ese mismo verano se estrenó en partido oficial: el 14 de agosto de 2010, disputando los noventa minutos del partido de ida de la Supercopa de España ante el Sevilla F. C.
Finalizada la pretemporada, los técnicos decidieron asignarle ficha con el equipo juvenil, si bien continua entrenando con el filial azulgrana. Con el juvenil, conquistó la liga de la categoría, jugando como titular la final del torneo.
Durante la pretemporada, anotó un gol ante el Raja Casablanca en la victoria por 8-0. A fines de la temporada 2013-14, disputó la final de la Copa Cataluña el 29 de mayo de 2013 contra el R. C. D. Espanyol, los azulgranas consiguen el trofeo tras imponerse por 4-2 en los penales, tras un empate 1-1.
El 30 de junio de 2014 se anunció su fichaje por el Real Club Celta de Vigo, dando de esta forma el salto a Primera División tras 5 años en el filial barcelonista.
El 25 de julio de 2018 llegó al Sevilla F. C. a cambio de 5 millones de euros y firmó por cuatro temporadas.
Tras tres temporadas en el conjunto andaluz, el 28 de julio de 2021 se hizo oficial su fichaje por el R. C. D. Espanyol por tres años con opción a un cuarto, tras el cual dejó el equipo al expirar su contrato.
El 7 de agosto de 2025 se unió al F. C. Alverca portugués en su temporada de regreso a la Primeira Liga.

## Selección nacional
Ha sido internacional en todas las categorías inferiores de la selección española, con la que conquistó el Europeo sub-19 de 2011.
El 15 de marzo de 2019 fue convocado por el técnico de la selección española, Luis Enrique, de cara a los dos partidos de clasificación para la Eurocopa 2020 ante Noruega y Malta, si bien no llegó a debutar.

## Estadísticas

### Clubes
Actualizado al último partido disputado el 17 de agosto de 2025.
| Club                         | Div.          | Temporada     | Liga  | Liga  | Copas nacionales | Copas nacionales | Copas internacionales | Copas internacionales | Total | Total |
| Club                         | Div.          | Temporada     | Part. | Goles | Part.            | Goles            | Part.                 | Goles                 | Part. | Goles |
| ---------------------------- | ------------- | ------------- | ----- | ----- | ---------------- | ---------------- | --------------------- | --------------------- | ----- | ----- |
| F. C. Barcelona "B" · España | 2.ª B         | 2009-10       | 9     | 1     | —                | —                | —                     | —                     | 9     | 1     |
| F. C. Barcelona · España     | 1.ª           | 2010-11       | 0     | 0     | 1                | 0                | 0                     | 0                     | 1     | 0     |
| F. C. Barcelona · España     | Total club    | Total club    | 0     | 0     | 1                | 0                | 0                     | 0                     | 1     | 0     |
| F. C. Barcelona "B" · España | 2.ª           | 2010-11       | 9     | 0     | —                | —                | —                     | —                     | 9     | 0     |
| F. C. Barcelona "B" · España | 2.ª           | 2011-12       | 21    | 0     | —                | —                | —                     | —                     | 21    | 0     |
| F. C. Barcelona "B" · España | 2.ª           | 2012-13       | 21    | 2     | —                | —                | —                     | —                     | 21    | 2     |
| F. C. Barcelona "B" · España | 2.ª           | 2013-14       | 36    | 0     | —                | —                | —                     | —                     | 36    | 0     |
| F. C. Barcelona "B" · España | Total club    | Total club    | 96    | 3     | —                | —                | —                     | —                     | 96    | 3     |
| R. C. Celta de Vigo · España | 1.ª           | 2014-15       | 22    | 0     | 4                | 0                | —                     | —                     | 26    | 0     |
| R. C. Celta de Vigo · España | 1.ª           | 2015-16       | 31    | 0     | 6                | 0                | —                     | —                     | 37    | 0     |
| R. C. Celta de Vigo · España | 1.ª           | 2016-17       | 25    | 0     | 6                | 1                | 5                     | 0                     | 36    | 1     |
| R. C. Celta de Vigo · España | 1.ª           | 2017-18       | 33    | 1     | 2                | 0                | —                     | —                     | 35    | 1     |
| R. C. Celta de Vigo · España | Total club    | Total club    | 111   | 1     | 18               | 1                | 5                     | 0                     | 134   | 2     |
| Sevilla F. C. · España       | 1.ª           | 2018-19       | 32    | 0     | 3                | 0                | 13                    | 0                     | 48    | 0     |
| Sevilla F. C. · España       | 1.ª           | 2019-20       | 13    | 0     | 3                | 0                | 5                     | 0                     | 21    | 0     |
| Sevilla F. C. · España       | 1.ª           | 2020-21       | 9     | 0     | 4                | 0                | 3                     | 0                     | 16    | 0     |
| Sevilla F. C. · España       | Total club    | Total club    | 54    | 0     | 10               | 0                | 21                    | 0                     | 85    | 0     |
| R. C. D. Espanyol · España   | 1.ª           | 2021-22       | 31    | 1     | 4                | 1                | ―                     | ―                     | 35    | 2     |
| R. C. D. Espanyol · España   | 1.ª           | 2022-23       | 29    | 0     | 1                | 0                | ―                     | ―                     | 30    | 0     |
| R. C. D. Espanyol · España   | 2.ª           | 2023-24       | 35    | 1     | 2                | 0                | ―                     | ―                     | 37    | 1     |
| R. C. D. Espanyol · España   | 1.ª           | 2024-25       | 12    | 0     | 2                | 0                | ―                     | ―                     | 14    | 0     |
| R. C. D. Espanyol · España   | Total club    | Total club    | 107   | 2     | 9                | 1                | 0                     | 0                     | 116   | 3     |
| F. C. Alverca Portugal       | 1.ª           | 2025-26       | 1     | 0     | 0                | 0                | ―                     | ―                     | 1     | 0     |
| F. C. Alverca Portugal       | Total club    | Total club    | 1     | 0     | 0                | 0                | 0                     | 0                     | 1     | 0     |
| Total carrera                | Total carrera | Total carrera | 369   | 6     | 38               | 2                | 26                    | 0                     | 433   | 8     |

## Palmarés

### Títulos nacionales
| Título               | Club                        | País   | Año  |
| -------------------- | --------------------------- | ------ | ---- |
| Supercopa de España  | F. C. Barcelona             | España | 2010 |
| División de Honor    | F. C. Barcelona Juvenil "A" | España | 2011 |
| Copa de Campeones    | F. C. Barcelona Juvenil "A" | España | 2011 |
| Copa del Rey Juvenil | F. C. Barcelona Juvenil "A" | España | 2011 |

### Títulos internacionales
| Título                 | Club          | Sede     | Año  |
| ---------------------- | ------------- | -------- | ---- |
| Liga Europa de la UEFA | Sevilla F. C. | Alemania | 2020 |